# Nitroförening

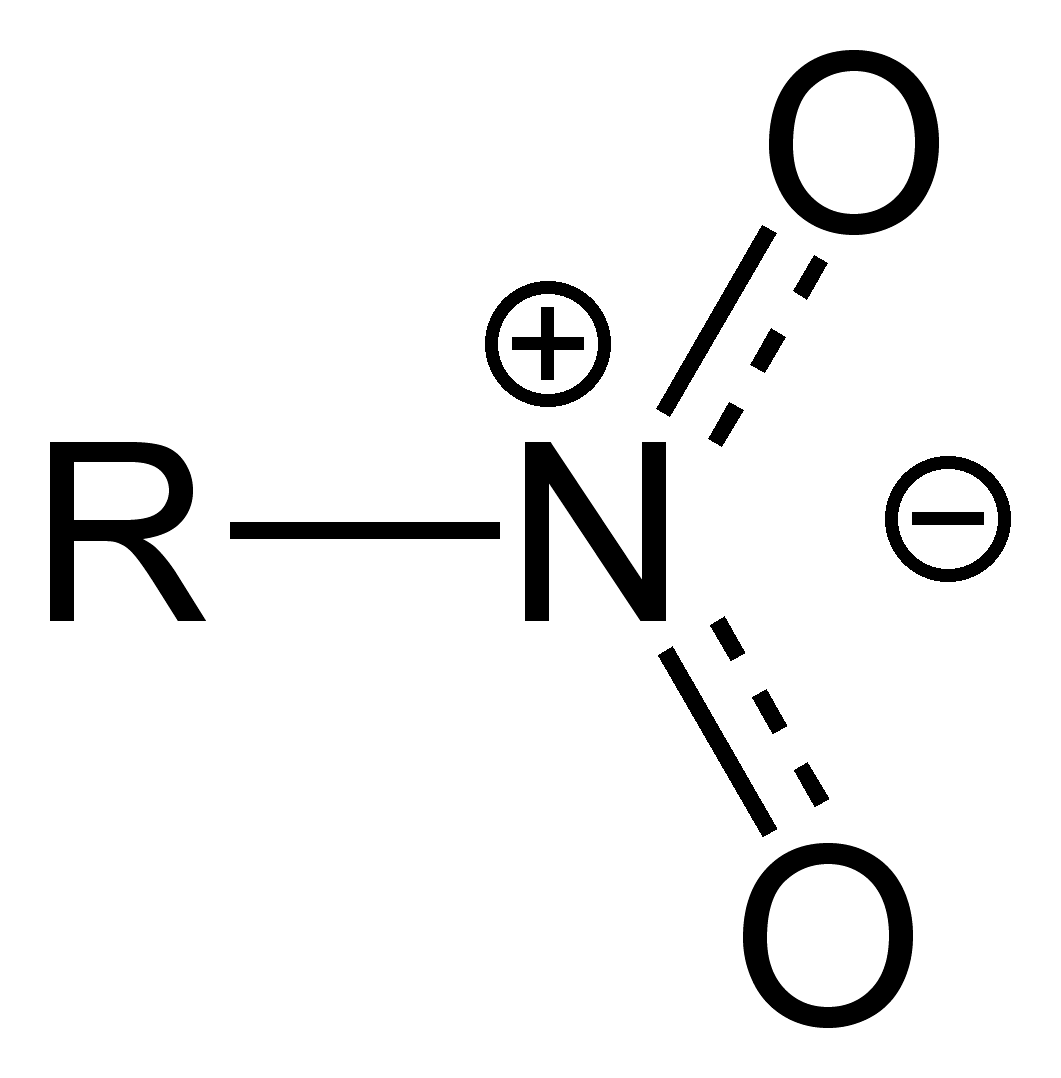
Nitrogruppen stabiliseras genom resonans.

Nitroföreningar är organiska föreningar innehållande nitrogruppen R-NO2. Nitrogruppen är energiinnehållande och flera nitroföreningar är explosiva. Alifatiska nitroföreringar kan framställas genom direkt nitrering av en alkan med salpetersyra i gasfas vid 400 °C, men reaktionen fungera bra endast för nitrometan. Andra framställinsmetoder är genom substitution av alkylbromider och -jodider med natriumnitrit (NaNO2), oxidation av aminer med dimetyldioxiran.
Aromatiska nitroföreningar framställs ofta genom elektrofil aromatisk substitution, nitrering, med hjälp av salpetersyra och svavelsyra. Både alifatiska och aromatiska nitroföreningar kan reduceras med zink, tenn eller järn och syra eller genom katalytisk hydrogenering.
Nitroföreningar har sura α-väten, nitrometan har pKa = 17,2.